# Germanisme
Als germanisme gelden woorden, woordformaties, leenvertalingen, zinsconstructies en uitdrukkingen die gevormd zijn naar voorbeeld van in vorm en betekenis overeenkomende woorden in het Duits, en die gedurende een bepaalde periode worden afgekeurd omdat men ze niet vindt stroken met het Nederlandse taaleigen.
Bij uitbreiding wordt de term soms ook gebruikt voor leenwoorden die geheel ongewijzigd uit het Duits zijn overgenomen (überhaupt, enz.).
Het verzet tegen dergelijke woorden en woordcombinaties is een vorm van taalpurisme.

## Definitie
Het Woordenboek der Nederlandsche Taal meldt dat de term "germanisme" in het Nederlands in 1817 voor het eerst is aangetroffen. Bronnen die in de eenentwintigste eeuw zijn ontsloten bieden echter oudere vindplaatsen, tot 1787. Matthias de Vries was een van de eersten die probeerden een definitie van 'germanisme' op te stellen. Voor hem is een woord een germanisme (als samengevat door C.G.N. De Vooys):
"wanneer een woord, tegen ons taaleigen, naar Duits model gevormd is (bijv. jaarhonderd), wanneer er reeds een homoniem bestaat (bijv. schade = jammer), wanneer onze taal reeds een woord bezit met gelijke betekenis (bijv. opgave = taak)."
De taalkundige Nicoline van der Sijs heeft er later echter op gewezen dat de definitie van germanisme problematisch is:

"als ze een tijdje in het Nederlands verkeerd hebben, kunnen ze ingeburgerd raken en zien we hun strijdigheid met het taaleigen niet meer."

Ter illustratie van deze uitspraak kan de initiële veroordeling van germanismen door het Genootschap Onze Taal dienen. Veel van de woorden die zij in 1932 als ongewenste germanismen aanmerkten, zoals 'benutten', 'toeslag', 'ansichtkaart', 'voorwoord' en 'aanhangwagen', worden tegenwoordig niet meer als zodanig gemarkeerd. De positie van Van der Sijs wordt daarnaast ondersteund door onderzoek naar de herkenning van leenwoorden. Daaruit bleek dat alleen 'sowieso' nog door een meerderheid van mensen werd herkend als uit het Duits afkomstig. Van der Sijs stelt daarom voor om de term 'germanisme' (en in het verlengde alle vergelijkbare benamingen voor barbarismen uit een specifieke taal) te laten vallen, en nog slechts van 'Duitse invloed' te spreken. Hoewel haar voorstel wat betreft specifieke -ismen nog niet algemeen aanvaard is, wordt de term 'barbarisme' weinig meer gebruikt in taaladvies en -wetenschap.

## Geschiedenis in Nederland

### Duitse invloed
Vóór de negentiende eeuw richtte taalpurisme zich vooral op leenwoorden uit het Frans, zogenoemde gallicismen, hoewel er voor die tijd zeker ook al enige invloed vanuit het Duits was. Het aantal ontleningen uit het Duits nam echter toe in de vroege 19e eeuw. In die tijd veranderde de status van de toenmalige Duitse Bond (de rechtstreekse voorloper van de huidige Duitse natiestaat) en bijgevolg ook van de bijbehorende taal. De Duitse Bond kreeg aanzienlijke politieke, economische en wetenschappelijke macht. De weerstand hiertegen uit deze tijd komt bijvoorbeeld tot uiting in het gedicht 'Germanismen' van Nicolaas Beets (1853) en het puristische taaladvieswerk "Lijst van woorden en uitdrukkingen, met het Nederlandsch taaleigen strijdende" (1847), van de hand van Matthijs Siegenbeek. In het 'voorberigt' schrijft hij:
"De Maatschappij der Nederlandsche Letterkunde te Leiden, door één van hare leden opmerkzaam gemaakt op de menigte van woorden en uitdrukkingen, voornamelijk door eene ongepaste navolging van het Hoogduitsche taalgebruik, niet slechts in vertalingen en vlugtig geschrevene dagbladen, maar ook in werken van goede Schrijvers meer en meer voorkomende, besloot eenigen uit haar midden te magtigen, om de voornaamste daarvan bijeen te brengen en het onbestaanbare van dezelve met ons taaleigen beknoptelijk aan te toonen."
In de tweede helft van de negentiende en de eerste decennia van de twintigste eeuw nam het verzet tegen germanismen verder toe, vooral onder invloed van de geopolitieke ontwikkelingen in Europa. Er verschenen verschillende wetenschappelijke verhandelingen die zich deels of volledig richtten op het kaart brengen van de invloed van germanismen. Voorbeelden hiervan zijn Verzameling der meest voorkomende moeilijkheden, gallicismen en germanismen van Jacob Muyldermans (1893), Germanismen in het Nederlandsch van Alfons Moortgat (1925) en Duitsche invloed op het Nederlandsch der Protestantsche theologen sedert het begin der XIXe eeuw van Jacob Leest (1929). Daarnaast verschenen er werkjes die meer praktisch waren ingestoken, en die taalgebruikers wilden helpen germanismen te vermijden. In dit genre vallen onder andere de Lijst van Nederlandse woorden en uitdrukkingen ter vervanging van vreemde termen en germanismen van het Algemeen-Nederlands Verbond (1917) het anoniem gepubliceerde Lijst van enkele Germanismen (1917) en het ook anoniem gepubliceerde Op en top Nederlands; opsomming van woorden waar het veilig is een keuze uit te doen zonder vrees een lelijk germanisme te bezigen (1937). Ook meer algemene taaladviesboeken die in deze tijd verschenen, zoals Taalschut. Schrijf weer Nederlandsch van Ch.F. Haje (1932), besteedden veel aandacht aan germanismen.
Het in 1931 opgerichte Genootschap Onze Taal stelde zich als doel 'in de eerste plaats door onderling overleg, maar zoomogelijk later ook naar buiten, de onzuiverheden in de Nederlandsche taal te bestrijden, welke bestrijding zich in het bijzonder - in dit tijdsgewricht - keert tegen het gebruik van Germanismen'. Het bijbehorende tijdschrift focuste in eerste instantie dan ook hoofdzakelijk op het zoveel mogelijk weren van germanismen. Er werden hele lijsten opgesteld van volgens de leden van het genootschap ongewenste germanismen, met daarnaast voorstellen voor alternatieven.

### Afname
Het Duits raakte na de Tweede Wereldoorlog zijn dominante positie overal, en zeker ook in Nederland en België, kwijt ten gunste van het Engels. Vanaf de twintigste eeuw verminderde het aantal leenwoorden uit het Duits weer. Weerstand tegen de voormalige bezetter was daaraan mede debet, in combinatie met de Amerikanisering. Het onderwijs in de moderne vreemde talen concentreerde zich meer dan voorheen op het Engels; dat werd ook de algemeen aanvaarde taal van de wetenschap en toen de televisie haar intrede deed, van de populaire cultuur. Met de komst van de computer en het internet werd de invloed van het Engelse idioom alleen maar verder versterkt.

### Wijze van beïnvloeding
Er zijn twee oorzaken aan te wijzen voor de infiltratie van Duitse woorden in het Nederlands in vooral de 19e eeuw. In de eerste plaats het frequente gebruik van die taal, dat leidde tot de neiging taalelementen over te nemen. Daarnaast maakte het feit dat Duits en Nederlands sterk op elkaar lijken, het vaak moeilijk te onderkennen dat een bepaald taalelement geen "echt" Nederlands was.

## Voorbeelden
Letterlijk uit het Duits vertaalde woorden zijn bijvoorbeeld:
- beduidend (Duits: bedeutend) voor "aanmerkelijk";
- begeestering (Begeisterung) voor "enthousiasme";
- meerdere (mehrere) voor "verscheidene";
- eenduidig (eindeutig) voor "ondubbelzinnig".
- daadzaak (Duits: Tatsache) was in de 19e eeuw nog een mogelijk synoniem voor "feit", maar werd ook toen al vaak afgekeurd.[16] Inmiddels is het vrijwel geheel in onbruik.

Een aantal samentrekkingen van bijvoeglijke en zelfstandige naamwoorden zijn in het Nederlands in verschillende mate ingeburgerd, hoewel dit type samenstelling normaliter germanistisch heet te zijn. Bij het schaken spreekt men bijvoorbeeld bijna altijd van een dubbelpion; dit zou volgens de Nederlandse grammaticaregels een "dubbele pion" moeten zijn.
Sommige germanismen lijken beperkt te zijn tot een klein deel van het taalgebied. Samenstellingen als grootstad (voor "grote stad") en kortverhaal (voor "kort verhaal") komen in Vlaanderen veelvuldig voor. Tot de jaren 1960 kwamen samenstellingen van dit type ook in Nederland voor, maar tegenwoordig zijn ze hier zeldzaam. In dit soort gevallen is niet altijd met zekerheid te zeggen dat deze vormingen ook echt germanismen zijn: het is ook mogelijk ze als regionaal Nederlands (in het onderhavige geval dus Belgisch Nederlands) te bestempelen. Een vergelijkbaar geval zijn woorden die eindigen op -er van het type Edammer kaas. Deze er-uitgang doet ietwat Duits aan (Schwarzwalder Kirschtorte), maar kan ook beschouwd worden als een regionaal voorkomend Nederlands woordvormingsprocedé. In Noord-Nederlandse tongvallen komen veel onregelmatige vormingen van dit type voor (de Pettemer zeewering bij Petten) die het vermoeden lijken te bevestigen dat het hier om een autochtoon - zij het regionaal - woordvormingsprocedé gaat.

## Wel of geen germanisme
De sterke gelijkenis tussen beide talen maakt het soms moeilijk om te bepalen of iets een fremdkörper is. Bij dat laatste woord is geen twijfel mogelijk, bij andere woorden bestaat twijfel. Van Dale keurde bijvoorbeeld vanaf de editie van 1950 de uitdrukking recht hebben (voor "gelijk hebben") af als germanisme, hoewel deze uitdrukking volgens veel etymologen oorspronkelijk helemaal niet aan het Duits ontleend is. De taalkundige Siegfried Theissen, die in de jaren 1970 promotieonderzoek deed naar de inburgering van germanismen in Nederlandse woordenboeken, noemt onder andere ook daadwerkelijk, benadrukken en spitsuur als twijfelachtige germanismen.
Een andere moeilijkheid houdt met het voorgaande verband. Het is in beginsel denkbaar dat een woord al in het vroegere Nederlands in gebruik was, daarna in onbruik is geraakt of alleen nog gewestelijk werd gebruikt, maar in het Duits ondertussen voortleefde in (nagenoeg) dezelfde vorm. Als dat woord nu in het Nederlands opnieuw gebruikelijk wordt, valt moeilijk te bepalen of het een germanisme betreft dan wel een herleving. Daarbij komt dat de aandacht voor germanismen vooral sinds eind 20e eeuw weer is verminderd. Tegenwoordig staat de opmars van woorden en woordcombinaties uit het Engels veel meer in de belangstelling.